# Folketingswahl 1932
- DKP: 2
- Social.: 62
- Rad. V.: 14
- Retsf.: 4
- Sonst.: 2
- Venstre: 38
- Kons.: 27

Die Folketingswahl 1932 am 16. November war die 39. Wahl zum Folketing, der zweiten Kammer des dänischen Parlaments. Ausgeschrieben wurde die Wahl am 31. Oktober desselben Jahres. Die Wahl brachte leichte Verluste für Venstre, während Det Konservative Folkeparti etwas dazugewann. Die Regierung der Sozialdemokraten mit Unterstützung der Radikale Venstre wurde im Kabinett Stauning II fast ohne Veränderung fortgeführt.

## Wahlmodus
Wahlberechtigt zur Folketingswahl waren alle dänischen Staatsbürger, die das 25. Lebensjahr vollendet hatten und einen Wohnsitz in Dänemark besaßen. Ein Mandat wurde auf den Färöern verteilt, 148 Mandate wurden im übrigen Dänemark in einer Verhältniswahl vergeben. Dabei wurden zunächst 117 so genannte Wahlkreismandate (kredsmandater) auf die 23 Groß- und Amtskreise (stor- og amtskredse) aufgetrennt und dort nach dem regionalen Stimmverhältnis verteilt. Anschließend wurden landesweit nochmals weitere 31 Ausgleichsmandate (tillægsmandater) ausgegeben, um den Stimmverhältnissen möglichst nahe zu kommen. Für diese Mandatsverteilung kamen jedoch nur Parteien in Betracht, die ein Wahlkreismandat errungen hatten oder in mindestens einem der drei Landesteile die Stimmzahl erreicht haben, die dem Anteil der gültigen Stimmen pro zu vergebendem Mandat entspricht.

## Ergebnisse

### Dänemark
Die Slesvigske Parti und Danmarks national-socialistiske Arbejder-Parti traten ausschließlich im Amtskreis Haderslev an.
| Partei                                                                                        | Stimmen   | Prozent   | ± %       | Sitze     | ± Sitze   |
| --------------------------------------------------------------------------------------------- | --------- | --------- | --------- | --------- | --------- |
| Socialdemokratiet Sozialdemokraten                                                            | 660.839   | 42,7 %    | +0,9      | 62        | ▲ 1       |
| Venstre Liberale Partei                                                                       | 381.862   | 24,7 %    | −3,6      | 38        | ▼ 5       |
| Det Konservative Folkeparti Konservative                                                      | 289.531   | 18,7 %    | +2,2      | 27        | ▲ 3       |
| Det Radikale Venstre Sozialliberale                                                           | 145.221   | 09,4 %    | −1,3      | 14        | ▼ 2       |
| Danmarks Retsforbund Gerechtigkeitsbund                                                       | 041.238   | 02,7 %    | +0,9      | 04        | ▲ 1       |
| Danmarks Kommunistiske Parti Kommunistische Partei                                            | 017.179   | 01,1 %    | +0,9      | 02        | ▲ 2       |
| Slesvigske Parti Schleswigsche Partei                                                         | 009.868   | 00,6 %    | −0,1      | 01        | ▬ 0       |
| Danmarks national-socialistiske Arbejder-Parti Dänische Nationalsozialistische Arbeiterpartei | 000.757   | 00,0 %    | neu       | 0         | –         |
| Parteilose                                                                                    | 000.587   | 00,0 %    | neu       | 0         | –         |
|                                                                                               |           |           |           |           |           |
| Wahlberechtigte                                                                               | 1.902.835 | 1.902.835 | 1.902.835 | 1.902.835 | 1.902.835 |
| Abgegebene Stimmen                                                                            | 1.551.121 | 1.551.121 | 1.551.121 | 1.551.121 | 1.551.121 |
| Gültige Stimmen                                                                               | 1.547.082 | 1.547.082 | 1.547.082 | 1.547.082 | 1.547.082 |
| Wahlbeteiligung                                                                               | 81,5 %    | 81,5 %    | 81,5 %    | 81,5 %    | 81,5 %    |

### Färöer
Auf den Färöern wurde abweichend am 12. Dezember gewählt. Als Vertreter von den Atlantikinseln zog erneut Andrass Samuelsen in den Folketing ein. 
| Kandidat                                   | Stimmen | Prozent |
| ------------------------------------------ | ------- | ------- |
| Andrass Samuelsen (Sambandsflokkurin)      | 3.532   | 51,5 %  |
| J. Kallsòy (parteilos)                     | 2.649   | 38,6 %  |
| Johan Hendrik Danbjørg (Javnaðarflokkurin) | 0.677   | 09,9 %  |
|                                            |         |         |
| Wahlberechtigte                            | 11.619  | 11.619  |
| Abgegebene Stimmen                         | 6.875   | 6.875   |
| Gültige Stimmen                            | 6.858   | 6.858   |
| Wahlbeteiligung                            | 59,2 %  | 59,2 %  |